# بلاغ نهائي

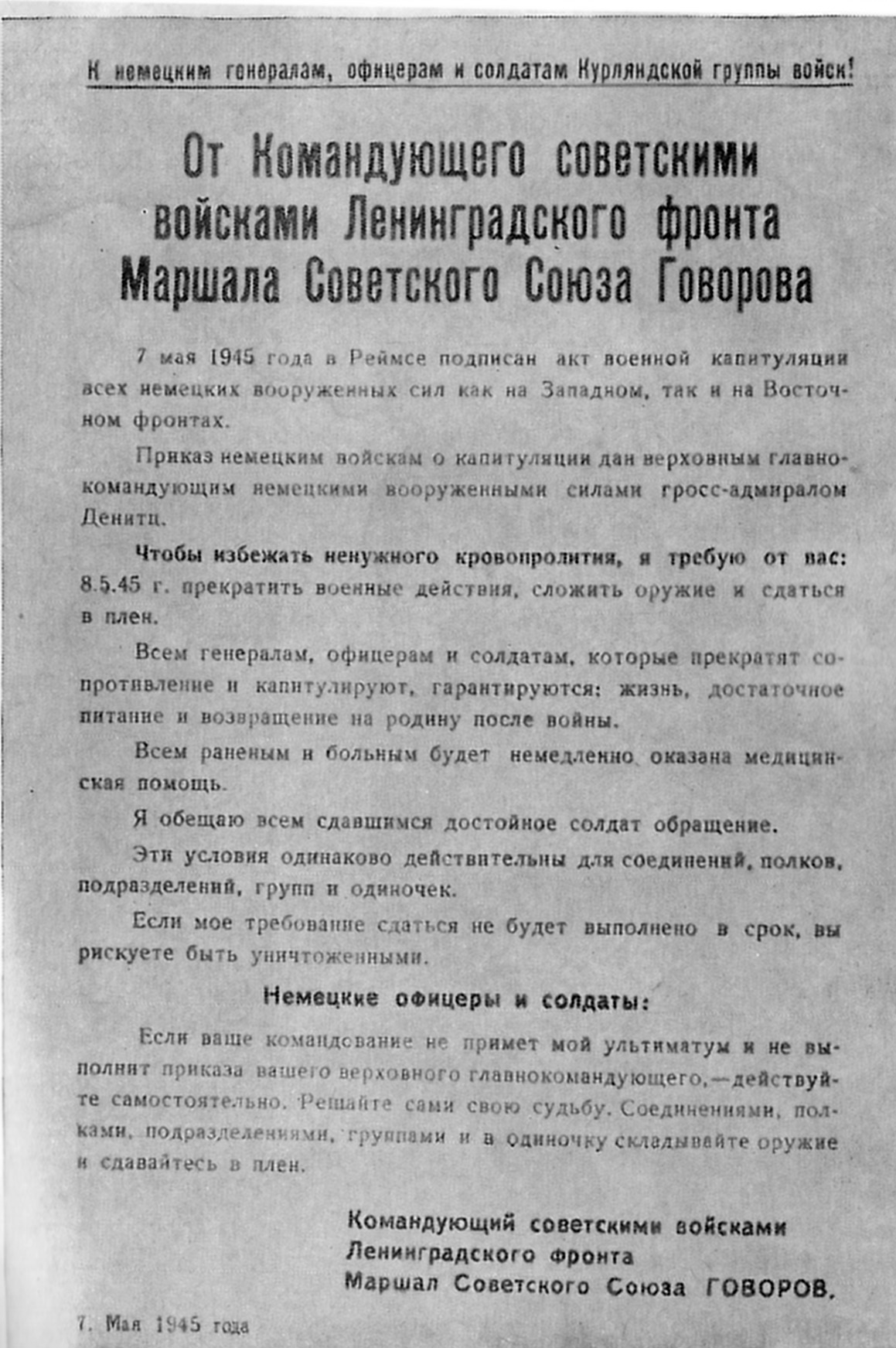

البلاغ النهائي (باللاتينية: Ultimatum) هي مجموعة الشروط النهائية التي تقدمها دولة ما لأخرى وتحوي تهديداً يتم تنفيذه في حال عدم إتمام تلك الشروط.